# Aphra flavicosta
Aphra flavicosta là một loài bướm đêm thuộc phân họ Arctiinae, họ Erebidae.